# 农多尔顿 (阿拉斯加州)
农多尔顿（英語：Nondalton），是美国阿拉斯加州的一座城市。该市的人口在2000年为221人，2010年有164人。人口在阿拉斯加州排行第115。